# Leipoldtia
Leipoldtia là chi thực vật có hoa trong họ Aizoaceae.